# Kinesiska musikinstrument
Kinesiska musikinstrument avser instrument som spelats i Kina sedan lång tid tillbaka vare sig de ursprungligen stammar från det kinesiska området eller inte, och modernare musikinstrument som utvecklats ur dessa. I Kina används ofta uttrycket mínzú yuèqì (民族乐器) "nationella (folkliga) instrument" för att skilja dem från västerländska musikinstrument.

## Klassificering
Musikinstrumenten delas vanligen in i följande kategorier, men även andra kan förekomma, som de traditionella efter instrumentens material "bambu", "silke", sten, metall, etc, eller indelat efter kinesiska regioner eller folkslag.

### Blåsinstrument
- Di  笛 eller dizi 笛子
- Suona 唢呐
- Xiao 箫
- Sheng 笙
- Lusheng 芦笙
- Guanzi 管子
- Houguan 吼管
- Bawu 巴乌
- Hulusi 葫芦丝

### Stränginstrument
- Qin 琴 eller guqin 古琴
- Pipa 琵琶
- Yangqin 扬琴
- Liuqin 柳琴
- Se 瑟
- Yueqin 月琴
- Sanxian 三弦
- Ruan 阮
- Zheng 筝 eller guzheng 古筝

### Stråkinstrument
- Erhu 二胡
- Gaohu 高胡
- Zhonghu 中胡
- Yehu 椰胡
- Dahu 大胡
- Gehu 革胡
- Banhu 板胡
- Jinghu 京胡
- Erxian 二弦
- Sihu 四胡
- Matouhu马头胡
- Maguhu 马骨胡

### Slaginstrument
- Dagu 大鼓
- Ganggu 缸鼓
- Xiaogu 小鼓
- Paigu 排鼓
- Xiangjiaogu 象脚鼓
- Daluo 大锣
- Shenbo 深钹
- Xiaoluo 小锣
- Yunluo 云锣
- Tonggu 铜鼓
- Dabo 大钹
- Xiaobo 小钹
- Ban 板
- Bangzi 梆子
- Nanbangzi 南梆子
- Muyu 木鱼

## Övrigt
- Västerländska musikinstrument som gitarr, piano, violin, elgitarr etc är idag antagligen vanligare i Kina än de traditionella kinesiska instrumenten.